# 穆库塔
穆库塔（mukuṭa）是梵语词汇，原本是达罗毗荼语借词，意为头饰。是指源于印度，由泰国和柬埔寨等东南亚国家使用的尖顶宝冠，是两国王权的象征。泰語称差达（ chada）或蒙固（ mongkut）；高棉语称莫戈（ mokot）。这种冠冕为金色，有高高的尖顶，通常以宝石装饰。如今穆库塔在印地语中专指王冠。
在历史上，曾存在于今日马来西亚、斯里兰卡、老挝、缅甸和印尼爪哇岛、巴厘岛的印度教王国亦有戴穆库塔的习惯。
如今泰国、柬埔寨、印尼、马来西亚、斯里兰卡的宫廷舞蹈中，演员亦头戴这种冠冕。

## 起源

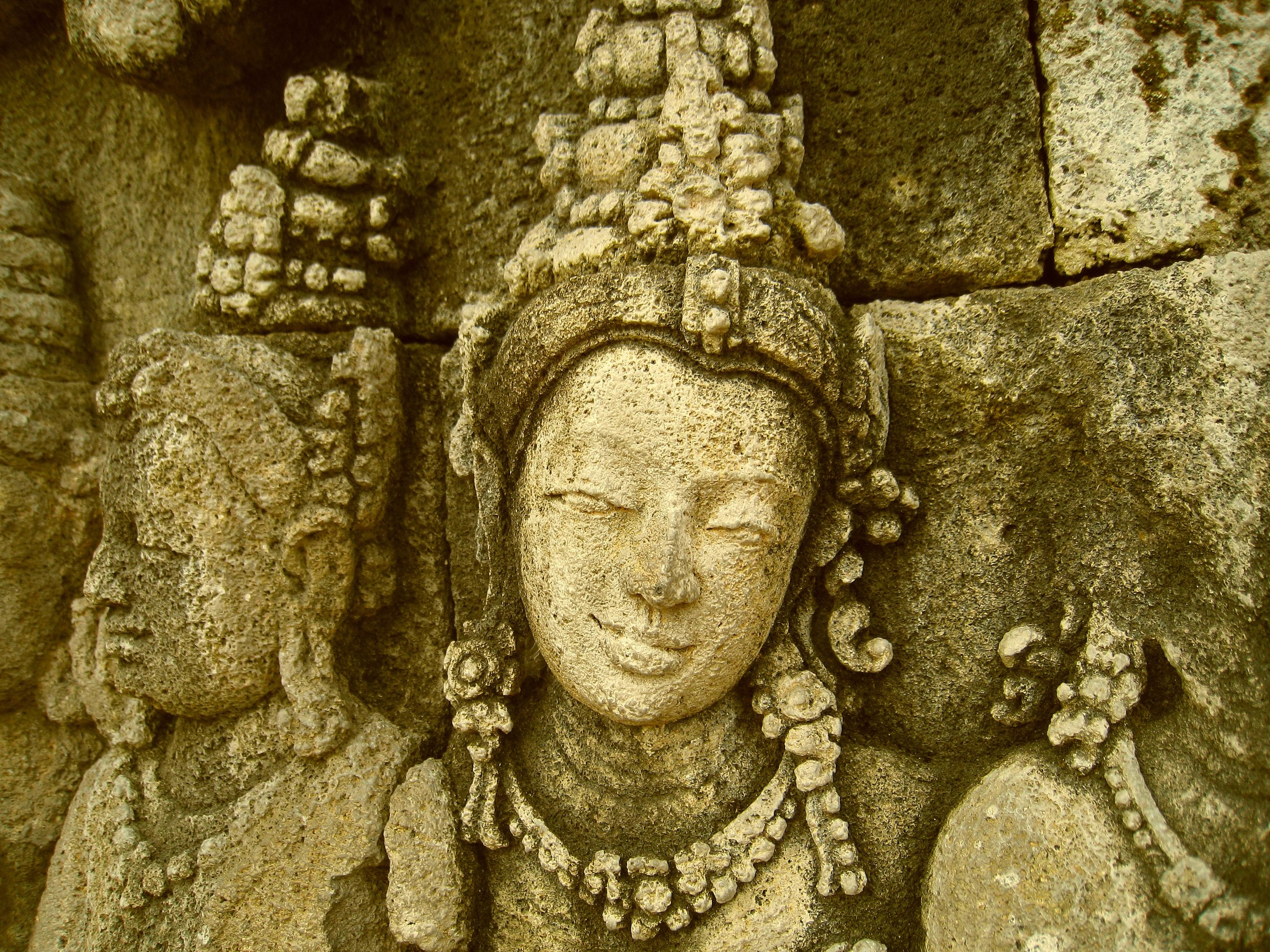
印尼婆罗浮屠浮雕（9世纪）：普曜經故事，头戴穆库塔的天神聆听佛法

穆库塔源于印度教苦行僧蓬乱的头发，梵文原本称jaṭāmakuṭa，意为蓬头冠，常见于湿婆和圣观音的塑像。在一千年之交，印度次大陆的印度教-佛教文化传播至中南半岛，当地即出现印度化，王权观念亦和印度教-佛教相融。穆库塔亦被东南亚各国采用为王冠。穆库塔在各个语言中的称呼包括：
- 爪哇语和巴厘语：makuta；
- 马来语和印度尼西亚语：mahkota
- 高棉语： mokot
- 缅甸语： magaik
- 泰語： mongkut； chada，源自梵文jaṭā，意为蓬头

## 泰国
泰语中的差达（ชฎา）或蒙固（มงกุฏ）便是指这种冠冕。差达的帽顶更高更尖，可能是受到阿瑜陀耶时期出现的隆朴帽影响。隆坡帽是暹罗王公贵族所戴的一种白色尖顶帽，源于波斯萨菲王朝。泰国国王的王冠称为大胜王冠，是泰国王权象征。

## 柬埔寨

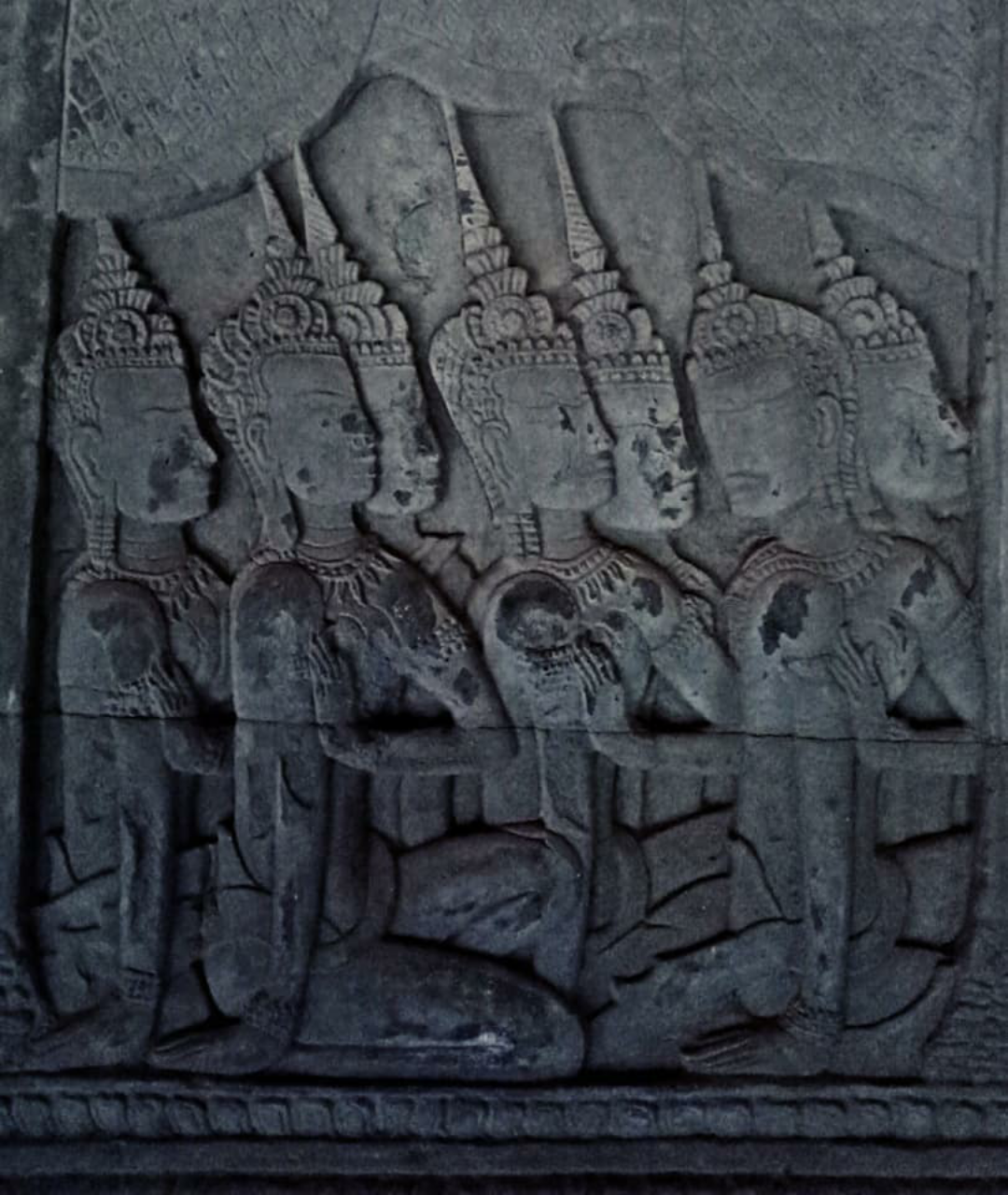
吴哥窟壁画：戴着莫戈的女人

莫戈的形式和意涵依宗教有所不同。在印度教中，莫戈头饰的尖顶象征须弥山或高棉寺庙的塔；而若按照佛教，帽顶则更高更尖，象征佛寺的窣堵坡。
高棉宫廷舞蹈中，男性角色戴mokot ksat；女性角色戴mokot ksatrey。前者的规格等级较后者高。

## 印尼

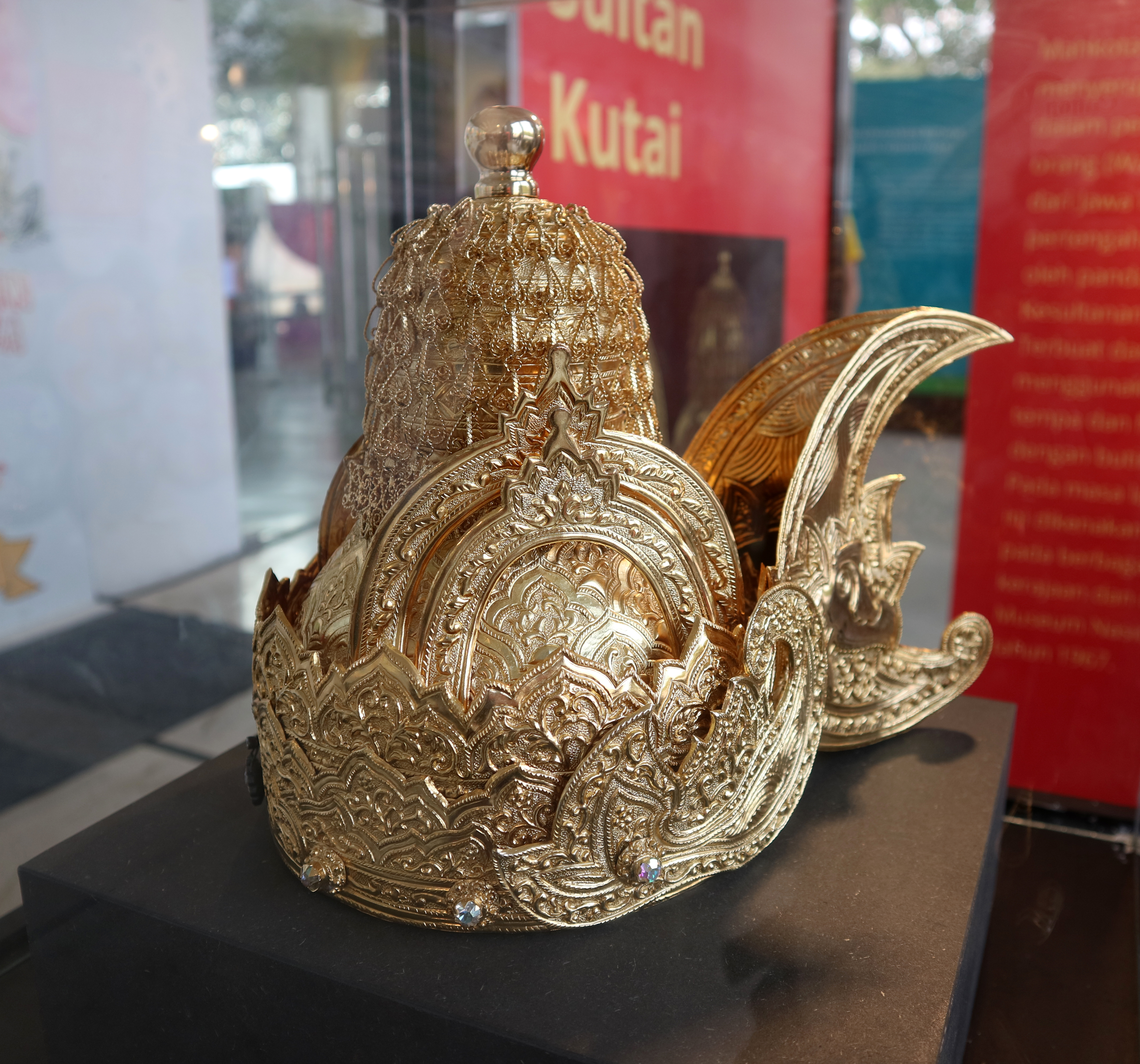
古泰的金王冠（Mahkota Kutai）：爪哇式样的穆库塔

印尼的苏门答腊、爪哇和巴厘岛在4世纪采纳印度教，遵照其王权观念。爪哇诸多禅邸的浮雕上都能见到这种冠冕，如曼都寺、婆罗浮屠、普兰巴南等。爪哇的马库塔冠冕更符合印度本土的式样，包括环绕额头的饰品jamang和siger，留高发髻，并用金环捆住。
如今，爪哇的哇扬翁戏演员会头戴马库塔表演。

## 马来西亚
马来西亚传统的美诺拉戏剧演员戴穆库塔，马来式样的穆库塔有16个竖立的弧角，挂有绒球，耳部有尖状装饰和耳环。在马来语中有专门的称呼，而mahkota泛指各种王冠。

## 缅甸

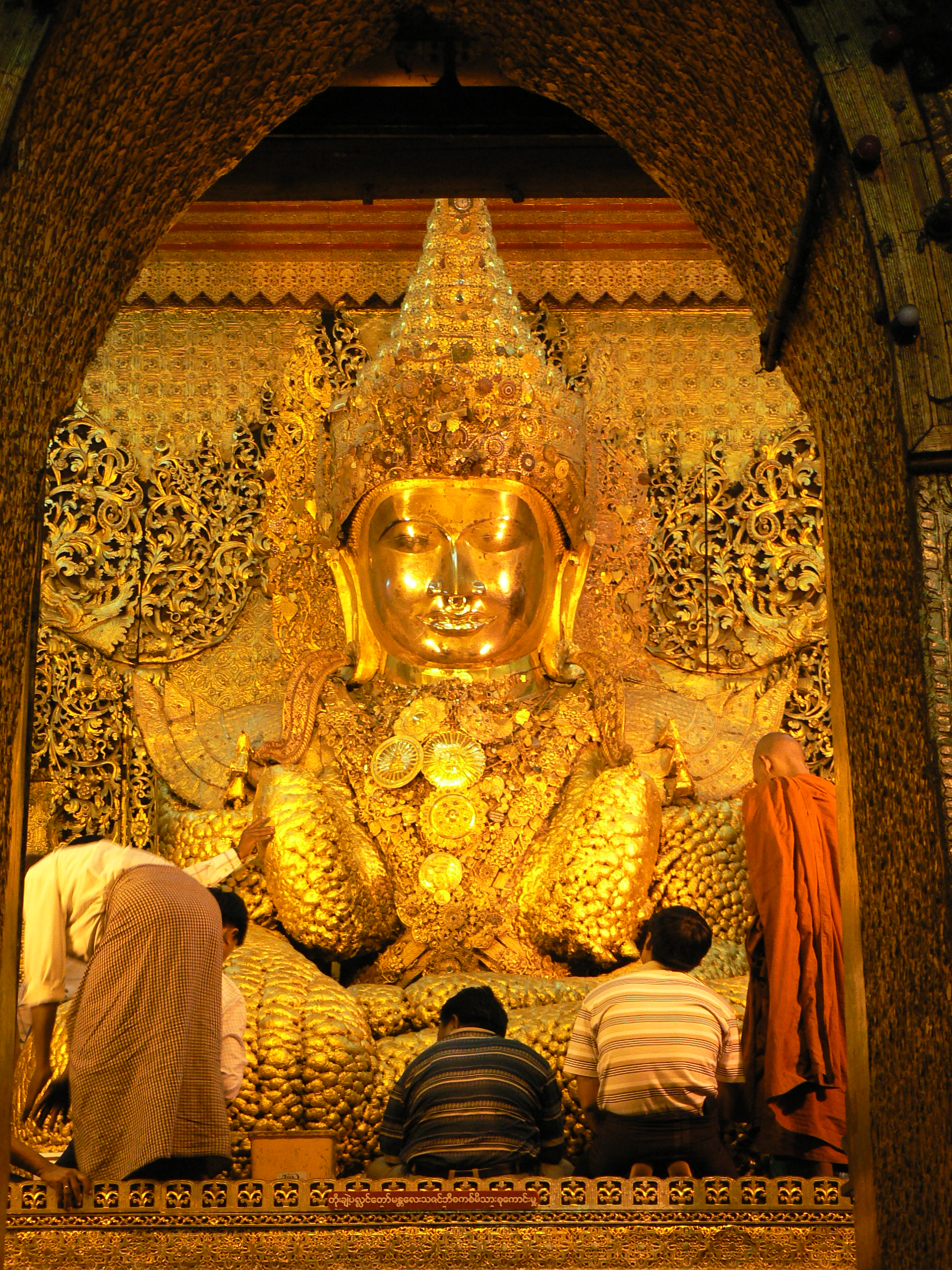
缅甸曼德勒摩诃牟尼寺造像

缅甸旧时的君主亦戴穆库塔式的王冠，称为magaik。如今只有缅舞演员戴穆库塔。缅甸佛塔的顶端装饰的金伞（hti）有多种式样，其中有一种九层伞式样即源于穆库塔。

## 越南
越南㗰劇和嘲劇中偶尔可以见到这种冠冕。节庆期间亦有人佩戴。

## 图册

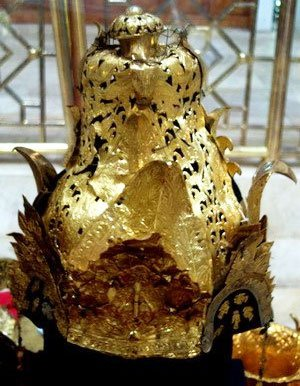
巽他王國王冠（Makuta Binokasih Sanghyang Pake）
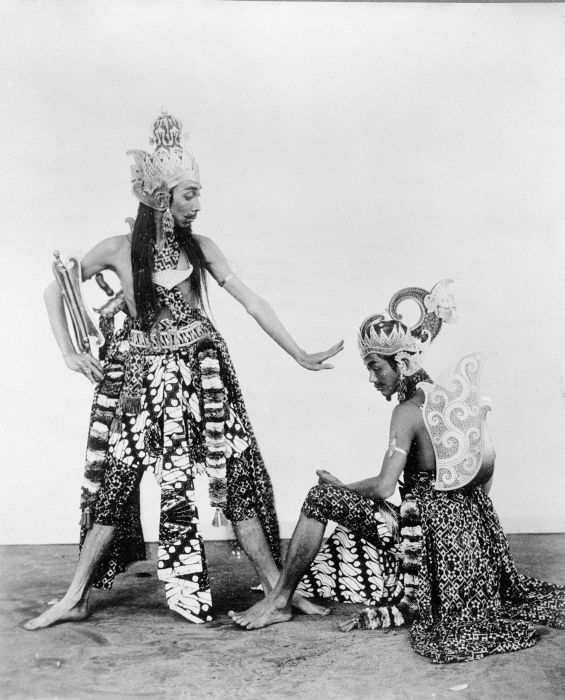
爪哇哇揚翁戲舞者
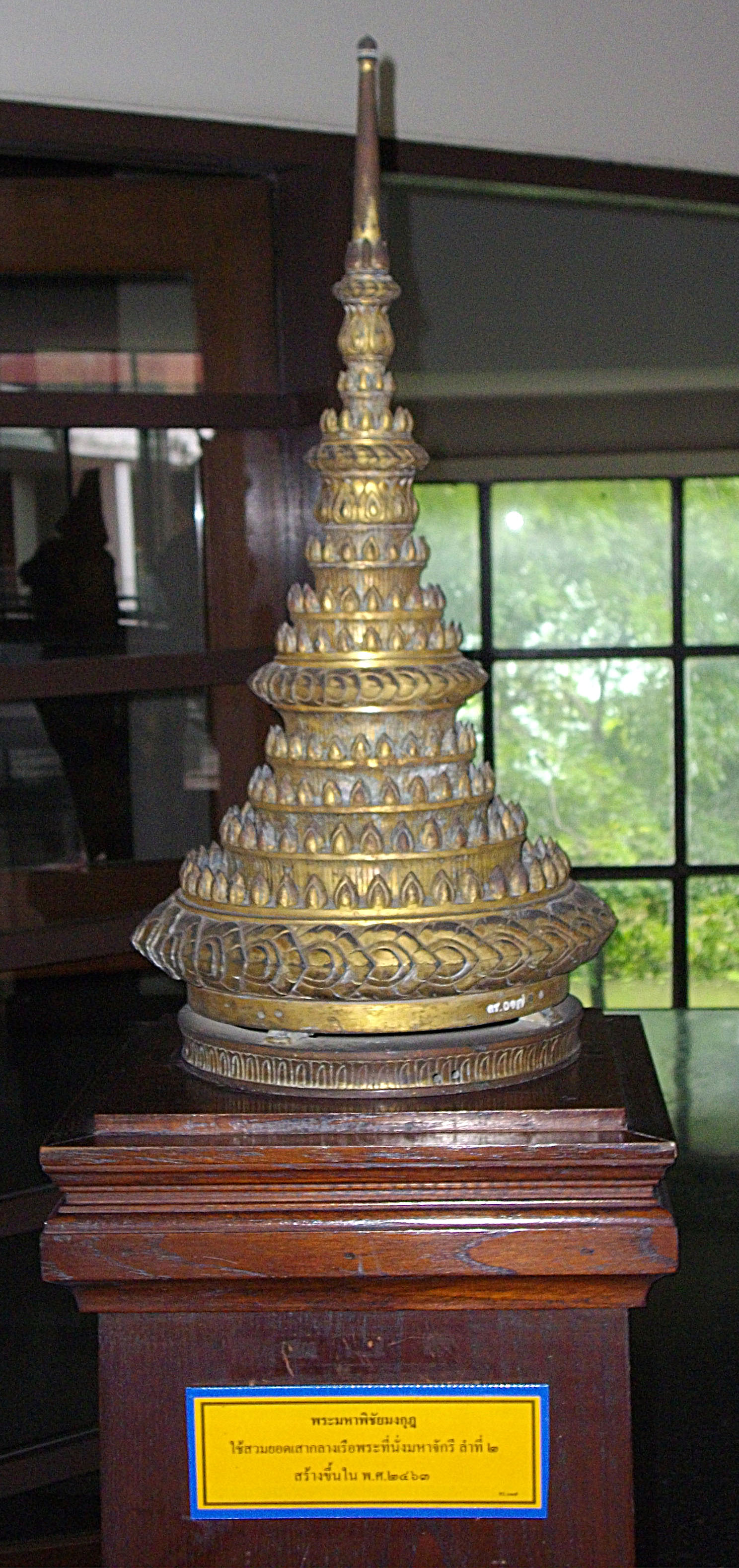
泰国大胜王冠复制品